# Ein Kind wird gesucht
Ein Kind wird gesucht ist ein 2017 entstandener Fernsehfilm des ZDF in Zusammenarbeit mit Arte von Urs Egger nach dem Drehbuch von Katja Röder und Fred Breinersdorfer, basierend auf dem Fall Mirco aus dem Jahr 2010. Der Film veranschaulicht neben den Ermittlungen der Polizei unter Leitung des von Heino Ferch gespielten Kriminalkommissars auch das Leid der von Silke Bodenbender und Johann von Bülow verkörperten Eltern des Jungen während der Zeit, da im Dunkeln liegt, was mit Mirco geschehen ist.

## Handlung
Im September 2010 verschwindet der zehnjährige Mirco Schlitter an einem Freitagabend auf dem Nachhauseweg. Als seine Eltern Sandra und Reinhard Schlitter am nächsten Morgen bemerken, dass ihr Sohn verschwunden und sein Bett unbenutzt ist, schalten sie die Polizei ein.
Unverzüglich richtet diese unter der Leitung des erfahrenen Kriminalhauptkommissars Ingo Thiel eine Sonderkommission ein. Zusammen mit seinem Stellvertreter Ecki macht er sich persönlich mit auf die Suche, solange die Spuren noch frisch sind. Per Lautsprecherwagen wird im Ort nach Zeugen gesucht. Dabei findet sich ein Junge, der Mircos Fahrrad gefunden hat, und ein Bewohner eines Hauses am Ortsrand, der in einer Fernsehpause kurz von seinem Balkon aus ein Auto an der Landstraße halten gesehen hat. Suchtrupps durchkämmen großflächig das Gelände, und schließlich führt ein Mantrailer Thiel zu einem Anwesen am Ortsrand. Dort verliert der Hund die Spur. Die Soko richtet sich in einem alten Finanzamtsgebäude vor Ort ein Büro ein. Ihnen ist jedoch schnell klar, dass sie den Jungen wohl nicht mehr lebend finden werden. Dennoch setzen sie alles daran, Mircos Schicksal aufzuklären.
Im Gespräch mit Mircos Eltern und Geschwistern versuchen Thiel und Konstanze Weiß vom Opferschutz, Hinweise auf Personen zu erhalten, die sich möglicherweise auffällig verhalten haben. Außerdem werden weitere Beamten aus dem ganzen Bundesland mobilisiert, um noch großflächiger das Gelände abzusuchen, einschließlich der Gewässer. Eine Telefonnummer wird geschaltet, um in einer Anrufzentrale gezielt alle Hinweise aus der Bevölkerung sammeln zu können. Schon bald finden sich zwei junge Handballer, die die Beobachtung des ersten Zeugen bestätigen und ein Auto an der Landstraße gesehen haben. Dadurch kann der Fahrzeugtyp genauer bestimmt werden, jedoch nicht die Farbe. Das bringt die Ermittlungen aber auch nicht weiter voran. Dann meldet sich eine Frau, die an einem Parkplatz eine Kinderhose gefunden hat. Sofort wird in diesem Bereich der angrenzende Wald durchsucht und weitere, zum Teil blutverschmierte, Kleidungsstücke gefunden, die zweifelsfrei Mirco gehörten. Den Ermittlern ist damit klar, dass sie nun nach einer Leiche suchen müssen. Tim Koller, der in der Soko mitarbeitet, will die Eltern von Mirco nicht so gänzlich unwissend lassen. Er schickt ihnen ungenehmigt eine E-Mail, die sie darauf vorbereiten soll, mit dem Schlimmsten rechnen zu müssen. Thiel wirft Koller daraufhin aus seiner Arbeitsgruppe.
Ein erstelltes Täterprofil lässt darauf schließen, dass Mircos Entführer wegen der Ortskenntnisse in der Umgebung leben muss und sehr wahrscheinlich Familie hat. Thiel greift deshalb zu weiteren und teils ungewöhnlichen Ermittlungsmethoden. Er lässt den Hausmüll von mehr als 100 Anwohnern beschlagnahmen und nach Auffälligkeiten durchsuchen. Nachdem das keinen Erfolg gebracht hat, kommt einer von Thiels Leuten auf die Idee, mit Wärmebildkameras nach dem Leichnam zu suchen, der jetzt nach 14 Tagen, aufgrund der Verwesungsprozesse, eine starke Wärme entwickeln müsste. Thiel gelingt es, den Einsatz von zwei Tornados der Bundeswehr dafür zu erreichen. 150 km² werden so abgesucht, doch sind auch hier keine Funde, die vom Lagerfeuer bis zum toten Wildschwein reichen, für ihren Fall relevant. Mircos Mutter wird gebeten, öffentlich an den Täter zu appellieren, was sie auch tut, jedoch ohne Erfolg.
Inzwischen sind 39 Tage erfolgloser Suche vergangen. Man will Thiels Suchmannschaft verkleinern, wogegen er sich vehement wehrt. Zur Unterstützung seiner Mannschaft holt er Koller zurück, bei dem er sich entschuldigt. Er braucht ihn zur Aufarbeitung der verschlüsselten Mobilnummern, mit der sein Team noch immer nicht fertig ist. Koller meint, er könne ein Programm schreiben, das genau das Mobiltelefon, wenn es eines gibt, aus allen Daten herausfiltert, wenn dessen Bewegungsprofil genau mit dem Weg des Täters und der Tatzeit übereinstimmt. Zeitgleich werden alle ca. 4000 anhand der Zeugenaussagen in Frage kommenden Autos, deren Zulassungsdaten Thiel jetzt vorliegen, nach möglichen (Faser-)Spuren erkennungsdienstlich untersucht.
Am 65. Tag der Suche wird Horst Weiland, ein Arbeiter einer in Tatortnähe befindlichen Saatgutfirma, überführt, ein falsches Alibi gegeben zu haben. Doch auch diese Spur wird zur Sackgasse. Selbst nach 94 Tagen gibt es keinen Fortschritt, und das Innenministerium will den von Thiel gebundenen Personalbestand reduzieren. Inzwischen ist Weihnachten, und Koller hat sein Programm vollendet. Es findet sich tatsächlich eine Mobilnummer, die nun zum Ziel führen könnte, doch diese Nummer gehört der Telekom selbst, und es bedarf einer richterlichen Anordnung, damit ihnen der Nutzer dieses Diensttelefons übermittelt wird. Dies führt die Ermittler schließlich zu Gerhard Weber, Mitarbeiter im Außendienst der Telefongesellschaft und erstaunlicherweise Nachbar von Tim Koller. Der Verdächtige ist ein „angepasster“ Familienvater mit zwei Kindern, der seinen Dienstwagen im November gewechselt hat. Da das Fahrzeug ins Ausland verkauft wurde, dauert es, bis man es ausfindig gemacht und nach Deutschland zurückgeholt hat. Am 140. Tag kann das Auto nach DNS-Spuren untersucht werden, und danach steht zweifelsfrei fest, dass Mirco auf dem Rücksitz gesessen hat. Erst jetzt informiert Thiel Koller, dass sein Nachbar der gesuchte Täter ist.
145 Tage nach Mircos Verschwinden erfolgt die Festnahme von Gerhard Weber durch die SOKO. Im Verhör leugnet Weber zunächst, verstrickt sich aber schon bald in Widersprüche. Nach einiger Zeit schildert er detailliert, wie der Tatabend abgelaufen ist. Bereitwillig verrät er die Stelle im Wald, wo er Mircos Leiche versteckt hat. Thiel kann Mircos Eltern nun endlich einen Abschluss für ihre Trauer geben.

## Hintergrund
Der von Nils Dünker für Lailaps Pictures produzierte Film wurde im Auftrag des ZDF vom 10. März bis 12. April 2017 in Nordrhein-Westfalen unter dem Arbeitstitel Das Versprechen gedreht. Als Koproduzenten fungierten Christopher Sassenrath und Eric Bouley für die Kölner handwritten Pictures. Die redaktionelle Verantwortung lag bei Günther van Endert für das ZDF und Olaf Grunert für Arte. Das Drehbuch basiert unter anderem auf der Episode „Das Versprechen“ aus dem Buch Soko im Einsatz von Ingo Thiel unter Mitarbeit von Bertram Job und dem Buch Mirco – Verlieren. Verzweifeln. Verzeihen. von Sandra und Reinhard Schlitter.
Am 22. September 2017 feierte der Film beim Krimifestival Tatort Eifel in Daun schließlich seine Premiere.

## Rezeption

### Einschaltquote
Die Erstausstrahlung im Fernsehen fand am 15. Dezember 2017 bei Arte statt. Sie erreichte mehr als 1,81 Mio. Zuschauer. Der Marktanteil, der bei Arte sonst um die 1,1 % liegt, betrug außergewöhnliche 6 %. Damit übertraf der Film in der Hauptsendezeit sogar TV-Sender wie ProSieben, Vox und RTLII. In Frankreich erzielte der Film unter dem Titel Un Enfant disparaît zusätzliche 1,259 Mio. Zuschauer und 5,1 % Marktanteil, womit er ebenfalls deutlich über dem dortigen Senderschnitt lag. In der ewigen Bestenliste der Quoten von Arte Deutschland belegte der Film Platz zwei und war in Deutschland und Frankreich Jahressieger 2017.

### Kritiken
Tilmann P. Gangloff schrieb bei Tittelbach.tv: „Es klingt etwas absurd, einem Krimi zu attestieren, er sei spannend wie ein Krimi. Aber ‚Ein Kind wird gesucht‘ funktioniert anders: keine Vernehmungen, keine Verfolgungsjagd, kein ‚Wenn’s der nicht war, dann vielleicht jener?!‘“ „Der Film schildert umfassend und sachlich die Arbeit der ‚Soko Mirco‘, die 2010 am Niederrhein fast fünf Monate lang nach einem verschwundenen Jungen gesucht hat.“
Bei der Frankfurter Allgemeinen Zeitung wertete Axel Weidemann: „Das Geschehen wird in wechselnden Perspektiven flüssig und, bis auf einige hochemotionale Momente, sachlich erzählt. Der Film macht es dem Zuschauer alles andere als leicht.“ „Deutlich wird, dass der Verlust eines Kindes nicht nur bedeutet, ohne Vorwarnung einen geliebten Menschen zu verlieren. Die Folgen, auch die der in guter Absicht verrichteten Polizeiarbeit, können die Familie des Opfers zerreißen.“
Die TV Spielfilm fanden, „Urs Egger (‚Das Wunder von Wörgl‘) zeigt die Emotionen zurückhaltend und die Ermittlungen detailliert – so präzise sogar, dass man sich an die alten ‚Stahlnetz‘-Krimis der 60er-Jahre erinnert fühlt“, während tittelbach.tv der Ansicht ist, dass den Polizeibeamten des Falls Mirco mit dem Film vor allem „ein Denkmal“ gesetzt worden sei. Der Film gehe unter die Haut und bleibe über 90 Minuten hochspannend, auch wenn der Zuschauer wisse, wie der Fall ausgehe, lobte Zeit Online. Die Neue Osnabrücker Zeitung befand, der Film sei nicht spektakulär – aber grandios, „gerade weil er auf effektheischende Momente verzichtet“.
Julian Miller von quotenmeter.de meinte, der Film sei kein „gelungenes Gesamtwerk“, denn „Am Ende scheint unbedingt ein schneidiger Mitfühlkrimi stehen zu müssen, der für Themen und Aspekte mit aufrichtigem Tiefengehalt nur am Rande Platz findet, und durch den Heino Ferch mit jeder Menge rausgelassener Frustration, zupackendem Management und dem ein oder anderen sanften Moment für die Frauenaffinität hindurchpeitschen muss.“

## Auszeichnungen
Der Film wurde am 9. März 2018 beim Deutschen FernsehKrimi-Festival in Wiesbaden mit dem Publikumspreis und dem Darstellerpreis für Heino Ferch ausgezeichnet. Zudem erhielt er eine Nominierung als „Beste Produktion“ bei den Preisen der Deutschen Akademie für Fernsehen, die am 30. November 2018 in Berlin vergeben werden. 2018 Nominierung für das Fernsehfilmfestival Baden-Baden durch arte.
Am Montagabend, dem 22. Oktober 2018, wurde der Film im ZDF um 20.15 Uhr als „Fernsehfilm der Woche“ ausgestrahlt.

## Festivals
- Tatort Eifel, 22. September 2017
- Deutsches Fernsehkrimi-Festival in Wiesbaden, 9. März 2018
- Filmfestival Kitzbühel, 25. August 2018
- Fernsehfilmfestival Baden-Baden 15. November 2018